# Pegmatite Peak
Der Pegmatite Peak ist ein 790 m hoher Berg im Marie-Byrd-Land. Im Königin-Maud-Gebirge ragt er auf halbem Weg zwischen den Hauptgipfeln der Medina Peaks und Mount Salisbury auf.
Der United States Geological Survey kartierte ihn anhand eigener Vermessungen und Luftaufnahmen der United States Navy aus den Jahren von 1960 bis 1964. Teilnehmer einer von 1969 bis 1970 durchgeführten Kampagne im Rahmen der New Zealand Geological Survey Antarctic Expedition benannten ihn. Namensgebend sind die große, weißliche Dykes aus Pegmatit in einer Felswand am südöstlichen Grat des Bergs.